# Juan de Calderón
Juan de Calderón, pintor español que aparece citado en documentos limeños (Perú) desde 1649. Se trasladó a Cuzco hacia 1657, fecha en la que fue contratado por el Convento de San Francisco de Cuzco para dorar el retablo de la capilla de los Remedios. En 1659 cobró como dorador de la imagen de Nuestra Señora Concebida en el Monasterio de Santa Clara del Cusco.
En 1660 fue contratado por la iglesia de la Merced para dorar el Retablo de la Soledad. Los lienzos que se encuentran en dicho retablo se presume que sean de su autoría, en especial el Cristo recogiendo sus vestiduras y el Ecce Homo; y  en la colección Barboza hay un Cristo, Fuente de Vida, obras en la que se observa un trabajo apegado al claroscurismo que recuerda al estilo de Zurbarán.
Sus obras se caracterizan por llevar orlas de flores y sus Cristos recuerdan los de Alonso Cano.